# Staring at the Sun
«Staring at the Sun» (с англ. — «Смотрящий на солнце») — песня ирландской рок-группы U2, пятый трек и второй сингл из альбома Pop. Композиция достигла первого места в хит-параде Modern Rock Tracks, второго — в чарте Mainstream Rock Tracks, а также добралась до третьей строчки в британском UK Singles Chart и до 26-й в американском Billboard Hot 100.

## О песне
В песне фигурирует строчка «Stuck together with God’s glue» («Связанные одной судьбой»), которая является названием альбома ирландской группы Something Happens — хороших друзей U2. Новая версия «Staring at the Sun» была издана на сборнике The Best of 1990–2000. На притяжении всего лета 2002 года музыканты работали в студии, в ходе чего были записаны песни: «Electrical Storm» и «The Hands That Built America», а также перезаписаны четыре песни U2, в том числе обновлённая «Staring at the Sun».

### Концертные исполнения
«Staring at the Sun» была сыграна на большинстве шоу турне PopMart. Тем не менее, во время первого концерта в Лас-Вегасе, музыканты сбились во время исполнения песни (Боно не попал в темп) и им пришлось начинать всё сначала. Группа играла песню в акустическом варианте в течение большей части этого тура. Также несколько раз её исполнили во время турне Elevation — она стала единственной песней из альбома Pop, которая попала в сет-лист этого гастрольного тура. Иногда песня звучала как фрагмент композиции «Discothèque». U2 не возвращались к «Staring at the Sun» на своих концертах, начиная с 24 октября 2001 года (шоу в Нью-Йорке).
Песня фигурирует в следующих аудио- и видеорелизах ирландского квартета: Please: PopHeart Live EP, сингл «Please», PopMart: Live from Mexico City, Hasta la Vista Baby! и U2 Go Home: Live from Slane Castle.

## Список композиций
| №  | Название                       | Длительность |
| -- | ------------------------------ | ------------ |
| 1. | «Staring at the Sun»           | 4:37         |
| 2. | «North and South of the River» | 4:38         |

| №  | Название                       | Длительность |
| -- | ------------------------------ | ------------ |
| 1. | «Staring at the Sun»           | 4:37         |
| 2. | «North and South of the River» | 4:38         |
| 3. | «Your Blue Room»               | 5:28         |

| №  | Название                                 | Длительность |
| -- | ---------------------------------------- | ------------ |
| 1. | «Staring at the Sun» (Monster Truck mix) | 5:06         |
| 2. | «Staring at the Sun» (Sad Bastards mix)  | 6:19         |
| 3. | «North and South of the River»           | 4:38         |
| 4. | «Staring at the Sun» (Lab Rat mix)       | 5:05         |

| №  | Название                                              | Длительность |
| -- | ----------------------------------------------------- | ------------ |
| 1. | «Staring at the Sun» (Brothers In Rhythm Club mix)    | 9:42         |
| 2. | «Staring at the Sun» (Brothers In Rhythm Ambient mix) | 5:27         |

Ремикс песни от Brothers In Rhythm был издан как неофициальный бутлег на грампластинках (12"). За основу была взята версия исполненная группой в Роттердаме (была издана на сингле «Please»), а не альбомный оригинал. U2 одобрили эту версию песни и использовали её в ходе промокампании сборника The Best of 1990—2000.

## Участники записи
- Боно - вокал, акустическая гитара
- Эдж - гитара, бэк-вокал
- Адам Клейтон - бас
- Ларри Маллен - ударные, перкуссия

Дополнительные музыканты
- Стив Осборн - клавишные

## Хит-парады
| Чарт (1997)                      | Высшая позиция |
| -------------------------------- | -------------- |
| Australian ARIA Charts           | 23             |
| Austrian Singles Chart           | 25             |
| Belgian Singles Chart (Flanders) | 46             |
| Canadian RPM Singles Chart       | 1              |
| Canadian Singles Chart           | 2              |
| Canadian RPM Alternative 30      | 1              |
| Dutch MegaCharts                 | 19             |
| Finland Singles Chart            | 4              |
| French Singles Chart             | 49             |
| Irish Singles Chart              | 4              |

| Чарт (1997)                         | Высшая позиция |
| ----------------------------------- | -------------- |
| New Zealand Singles Chart           | 4              |
| Swedish Singles Chart               | 26             |
| Swiss Singles Chart                 | 29             |
| UK Singles Chart                    | 3              |
| US Billboard Hot 100                | 26             |
| US Billboard Mainstream Rock Tracks | 2              |
| US Billboard Modern Rock Tracks     | 1              |
| US Billboard Top 40 Mainstream      | 22             |